# België op het Eurovisiesongfestival 1989
Eurosong 1989 was de Belgische preselectie voor het Eurovisiesongfestival 1989 dat gehouden zou worden in de Zwitserse stad Lausanne.
Traditiegetrouw presenteerde Luc Appermont Eurosong vanuit het Amerikaans Theater. Op 18 maart bonden 12 kandidaten de muzikale strijd aan. Eén professionele jury en vijf provinciale jury's verkozen Ingeborg boven Clouseau om naar Lausanne te gaan namens de BRT. Tijdens de intervalact traden Will Tura en Adamo op.
Ingeborg raakte met dertien punten niet verder dan een tegenvallende negentiende plaats op 22 deelnemers. Voor Clouseau daarentegen was Eurosong het begin van een ongeziene carrière die hen tot de meest succesvolle Vlaamse groep ooit heeft gemaakt.

## Uitslag
| Plaats | Artiest              | Lied                     | Punten |
| ------ | -------------------- | ------------------------ | ------ |
| 1      | Ingeborg             | Door de wind             | 64     |
| 2      | Clouseau             | Anne                     | 52     |
| 3      | Anne-Mie Gils        | Ik leef                  | 46     |
| 3      | Bart van den Bossche | De kracht van een lied   | 46     |
| 5      | Angie Dylan          | Ik kies voor de nacht    | 39     |
| 6      | Margriet Hermans     | Wat ik bedoel            | 34     |
| 7      | Danny Caen           | Vergeten                 | 23     |
| 8      | Expo                 | Hey hello                | 18     |
| 9      | Karen Lowe           | De dromen die ons bonden | 14     |
| 10     | Boogie Boy           | Muziek                   | 5      |
| 10     | Pascale              | Ballerina                | 5      |
| 12     | Jimmy Frey           | Vrijen met jou           | 3      |

## In Lausanne
België trad op als 6de deelnemer van de avond, na Turkije en voor het Verenigd Koninkrijk. Aan het einde van de avond stond België op de negentiende plaats met 13 punten. 
Nederland had 5 punten over voor de inzending.

### Gekregen punten

#### Finale
| 12 punten             | 10 punten | 8 punten | 7 punten    | 6 punten  |
| --------------------- | --------- | -------- | ----------- | --------- |
|                       |           |          |             |           |
| 5 punten              | 4 punten  | 3 punten | 2 punten    | 1 punt    |
| - Ierland - Nederland |           |          | - Noorwegen | - IJsland |

### Punten gegeven door België

#### Finale
Punten gegeven in de finale:
| 12 punten | Oostenrijk  |
| 10 punten | Joegoslavië |
| 8 punten  | Noorwegen   |
| 7 punten  | Spanje      |
| 6 punten  | Zweden      |
| 5 punten  | Duitsland   |
| 4 punten  | Denemarken  |
| 3 punten  | Ierland     |
| 2 punten  | Portugal    |
| 1 punt    | Griekenland |

1956 · 1957 · 1958 · 1959 · 1960 · 1961 · 1962 · 1963 · 1964 · 1965 · 1966 · 1967 · 1968 · 1969 · 1970 · 1971 · 1972 · 1973 · 1974· 1975 · 1976 · 1977 · 1978 · 1979 · 1980 · 1981 · 1982 · 1983 · 1984 · 1985 · 1986 · 1987 · 1988 · 1989 · 1990 · 1991 · 1992 · 1993 · 1994 · 1995 · 1996 · 1997 · 1998 · 1999 · 2000 · 2001 · 2002 · 2003 · 2004 · 2005 · 2006 · 2007 · 2008 · 2009 · 2010 · 2011 · 2012 · 2013 · 2014 · 2015 · 2016 · 2017 · 2018 · 2019 · 2020 · 2021 · 2022 · 2023 · 2024 · 2025